# Samuel ibn Tibbon
Samuel ben Judah ibn Tibbon (hebreiska: שמואל בן יהודה אבן תבון, arabiska: ابن تبّون), född omkring 1150 i Lunel, Languedoc, död omkring 1230 i Marseille, var en judisk läkare och filosof. 
Samuel ibn Tibbon är mest känd som översättare av den rabbinska litteraturen från arabiska till hebreiska. Ibn Tibbon översatte flera texter av den samtida filosofen Moses Maimonides. Han kom från den kända familjen Ibn Tibbon som hade flera framstående rabbiner i släkten, och hans far var Judah ben Saul ibn Tibbon. Under sitt liv flyttade Samuel ibn Tibbon mycket, samt besökte flera städer i Frankrike, Spanien och Egypten. Efter hans död fördes kvarlevorna till Tiberias för att gravsättas där.
Ett av ibn Tibbons verk är Biur meha-Millot ha-Zarot som är en ordförklaring till Moses Maimonides verk. Han författade den efter en längre vistelse i Alexandria, och skrev den på arabiska. Han författade också kommentarer till Tanach, av vilka ett par bevarats, Ma'amar Yikkawu ha-Mayim om fysiska och metafysiska ämnen i Genesis, till Predikaren och till Höga visan. 
Han var mycket influerad av Maimonides allegoriska tolkning av Tanach, och menade att vissa passager borde uppfattas som parabler och riktlinjer. Därför fick han fiender bland dem som förordade bokstavlig läsning av dessa skrifter. I sina översättningar av Maimonides konsulterade han författaren många gånger. Förutom ovan nämnda verk om Maimonides, skrev han kommentarer till densamme, samt översatte en del arabisk litteratur till hebreiska, däribland Averroës.